# Tour de Taiwan
Tour de Taiwan (chiń. 國際自由車環台公路大賽) – wieloetapowy wyścig kolarski rozgrywany corocznie na wyspie Tajwan w Republice Chińskiej.
Impreza organizowana jest od lat 90. XX wieku. Regularnie co roku odbywa się co najmniej od 2002.
Od 2005 znajduje się w kalendarzu UCI Asia Tour – do 2012 z kategorią 2.2, a od 2013 z kategorią 2.1.
Początkowy zwycięzca edycji z 2006, Amerykanin Kirk O'Bee, został zdyskwalifikowany za stosowanie niedozwolonych środków dopingujących, a jego wynik został anulowany – 1. miejsca nie przyznano jednak kolejnemu zawodnikowi.

## Zwycięzcy
Opracowano na podstawie:
| Rok  | Pierwsze               | Drugie                 | Trzecie            |          |
| ---- | ---------------------- | ---------------------- | ------------------ | -------- |
| 2003 | Ghader Mizbani Iranagh | Jürgen Kotulla         | Michaił Andriejew  |          |
| 2004 | Moritz Milatz          |                        |                    |          |
| 2005 | Ahad Kazemi            | Ghader Mizbani Iranagh | Thomas Peterson    |          |
| 2006 | Kirk O’Bee             | Stephen Gallagher      | Robert McLachlan   |          |
| 2007 | Shawn Milne            | Robert McLachlan       | Jewgienij Jakowlew |          |
| 2008 | John Murphy            | Shawn Milne            | Takashi Miyazawa   |          |
| 2009 | Krzysztof Jeżowski     | Peter McDonald         | Roman Żyjentajew   |          |
| 2010 | David McCann           | Phillip Gaimon         | William Clarke     |          |
| 2011 | Markus Eibegger        | David McCann           | Jun’ya Sano        |          |
| 2012 | Rhys Pollock           | Wong Kam Po            | Dirk Müller        |          |
| 2013 | Bernard Sulzberger     | Tsgabu Grmay           | Kiriłł Pozdniakow  |          |
| 2014 | Rémy Di Grégorio       | Joanis Tamuridis       | Marco Zanotti      |          |
| 2015 | Samad Poor Seiedi      | Hossein Askari         | Rahim Ememi        |          |
| 2016 | Robbie Hucker          | Francisco Mancebo      | Ben O’Connor       |          |
| 2017 | Benjamín Prades        | Edwin Ávila            | Kevin De Jonghe    |          |
| 2018 | Yukiya Arashiro        | Jonathan Clarke        | Jimmy Janssens     |          |
| 2019 | Jonathan Clarke        | James Piccoli          | Etienne van Empel  |          |
| 2020 | Nicholas White         | Ryan Cavanagh          | Marcus Culey       |          |
| 2021 | odwołany               | odwołany               | odwołany           | odwołany |
| 2022 | Benjamin Dyball        | Sam Culverwell         | Marcos García      |          |
| 2023 | Jeroen Meijers         | Jordi López            | Benjamín Prades    |          |
| 2024 | Joseph Blackmore       | Yūma Koishi            | Carter Bettles     |          |
| 2025 | Brady Gilmore          | Moritz Kretschy        | Jordi López        |          |